# Termas del mercado de ganado de Tréveris
Las Termas del mercado de ganado de Tréveris son termas romanas que se encontraban cerca del foro de Augusta Treverorum. Tienen su nombre de la plaza de Tréveris debajo de la cual fueron descubiertas.

## Historia
Los ingenieros romanos comenzaron con la construcción del complejo alrededor de 80 d. C. y la completaron alrededor de 100 d. C. Por lo tanto eran las termas más antiguas de la ciudad. El complejo estaba construido de tal manera que los baños calientes recibían luz del sur caliente, mientras que el frigidarium tenía las ventanas en el norte frío.

## Literatura
- Heinz Cüppers: Die Römer in Rheinland-Pfalz (Los romanos en Renania-Palatinado), capítulo Thermenanlage am Viehmarkt (Complejo de termas del mercado de ganado). Nikol Verlag. ISBN 978-3933203601.

## Enlaces
- Wikimedia Commons alberga una categoría multimedia sobre Termas del mercado de ganado de Tréveris.

- Datos: Q885314
- Multimedia: Roman baths at the Viehmarkt in Trier / Q885314